# Морумби (стадион)
Морумби́ (порт. Estádio do Morumbi), официальное название стадиона Сисеру Помпеу де Толедо (порт. Estádio Cícero Pompeu de Toledo) — футбольный стадион в Бразилии, расположенный в Сан-Паулу. Стадион полностью принадлежит одному клубу — «Сан-Паулу». До своей реконструкции в 2000 году это был крупнейший стадион мира, принадлежащий одному клубу. На данный момент это второй по величине стадион Бразилии после Мараканы.
Иногда стадион арендуют другие великие клубы штата — «Коринтианс» (причём злейший враг «Сан-Паулу» выиграл здесь несколько значимых титулов), «Палмейрас» и «Сантос».

## История
Строительство арены началось в 1953 году и к моменту официального открытия 2 октября 1960 года она вмещала 70 тыс. зрителей. Своё официальное название получил в честь президента ФК «Сан-Паулу» в 1947—1957 годах Сисеро Помпеу де Толедо (pt:Cícero Pompeu de Toledo), усилиями которого было положено начало строительство этой арены. Он сложил свои полномочия по состоянию здоровья, но до самой смерти оставался почётным президентом клуба. Однако он не успел увидеть открытие арены.
В 1970 году строительство было полностью завершено и планка вместимости была поднята до 140 тысяч. Рекорд посещаемости был установлен в 1977 году, когда «Коринтианс» выиграл у «Понте-Преты» со счётом 2:1. На матче присутствовало 138 032 зрителя.
После очередной реконструкции на Морумби должен был состояться матч открытия чемпионата мира 2014 года,но этого не произошло, так как не нашли необходимую сумму для проведения работ  в размере 100—120 млн реалов (57-68 млн долларов США).
С 1962 года на Морумби провела 29 матчей сборная Бразилии. Последний на данный момент матч на Морумби «Селесао» выиграла у Уругвая со счётом 2:1 в рамках отборочного турнира к чемпионату мира 2010 года.

## Реконструкция
В 1994 году начались работы по реконструкции арены, закончившиеся в 1996 году, а затем, в 2000 году, состоялся ещё один этап реконструкции. Вместимость была снижена до 80 000, повысился уровень безопасности, были убраны стоячие места, улучшилось освещение и инфраструктура. В 2009 году вместимость была снижена до 72,8 тысяч зрителей, а также введены в строй новые социальные объекты.

## Крупнейшие соревнования
В южноамериканских клубных турнирах все стадии турниров проходят в 2 матча, и в тех случаях, когда «Сан-Паулу» доходил до финала, один из матчей проходил на Морумби.
- Финал Кубка Либертадорес 1974
- Финал Кубка Либертадорес 1992
- Финал Кубка Либертадорес 1993
- Финал Суперкубка Либертадорес 1993
- Финал Кубка Либертадорес 1994
- Финал Кубка КОНМЕБОЛ 1994
- Финал Суперкубка Либертадорес 1997
- Клубный чемпионат мира по футболу 2000
- Финал Кубка Либертадорес 2005
- Финал Кубка Либертадорес 2006
- Кубок Америки по футболу 2015
- Кубок Америки по футболу 2019